# Orfű
Orfű is een plaats (község) en gemeente in het Hongaarse comitaat Baranya. Orfű telt 761 inwoners (2001).